# GS Yard

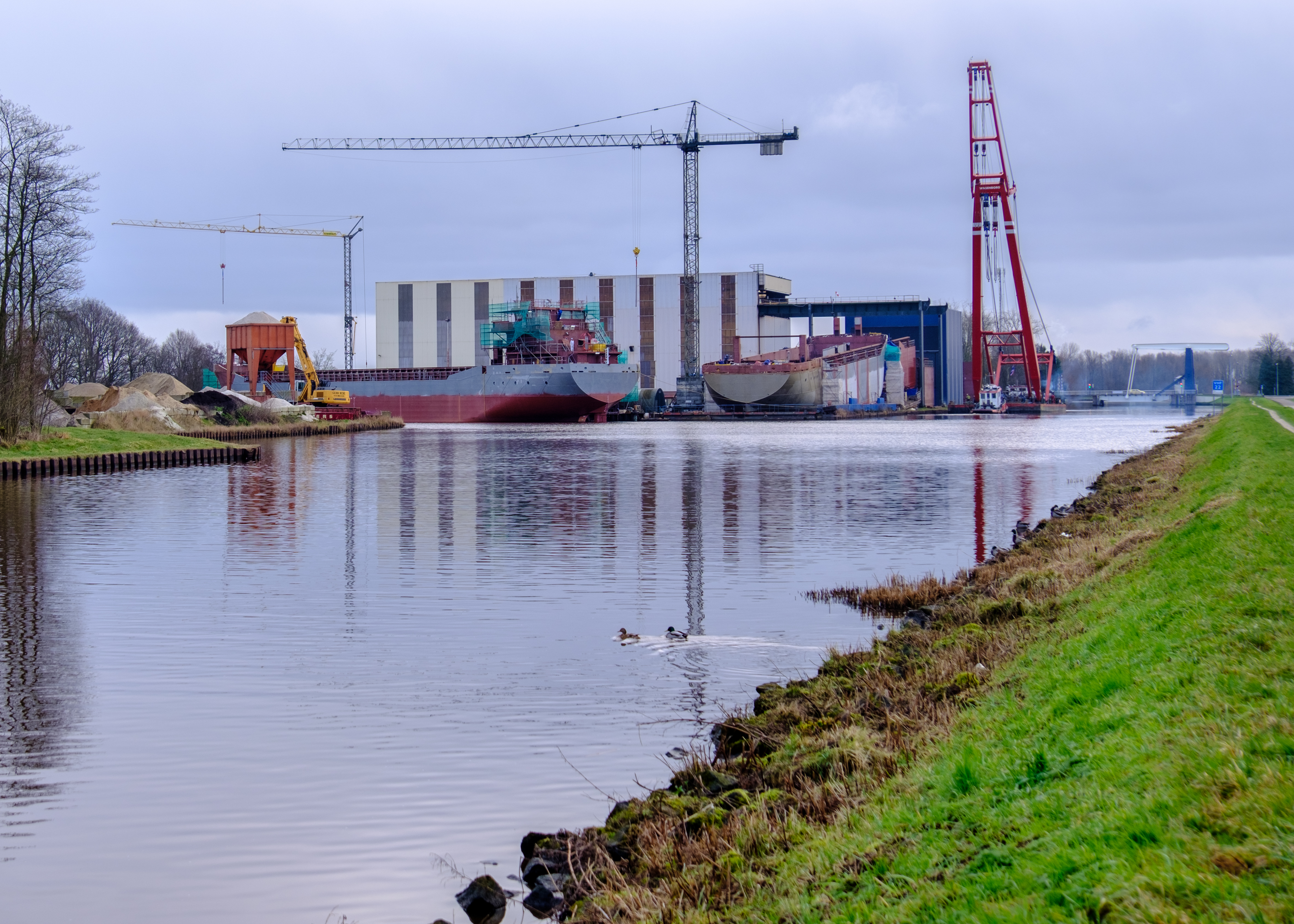
De scheepswerf in Waterhuizen gezien vanaf het fietspad aan zuidzijde van het Winschoterdiep. Rechts bok Triton van Wagenborg.

GS Yard, voluit Groningen Shipyards, is een scheepswerf in de Nederlandse plaats Waterhuizen (provincie Groningen), gelegen aan het Winschoterdiep. Het bedrijf stamt uit de 19e eeuw en is bekend geweest onder de volgende namen:

## de werf van Jan Hinderikus Moolman (1806-1859)

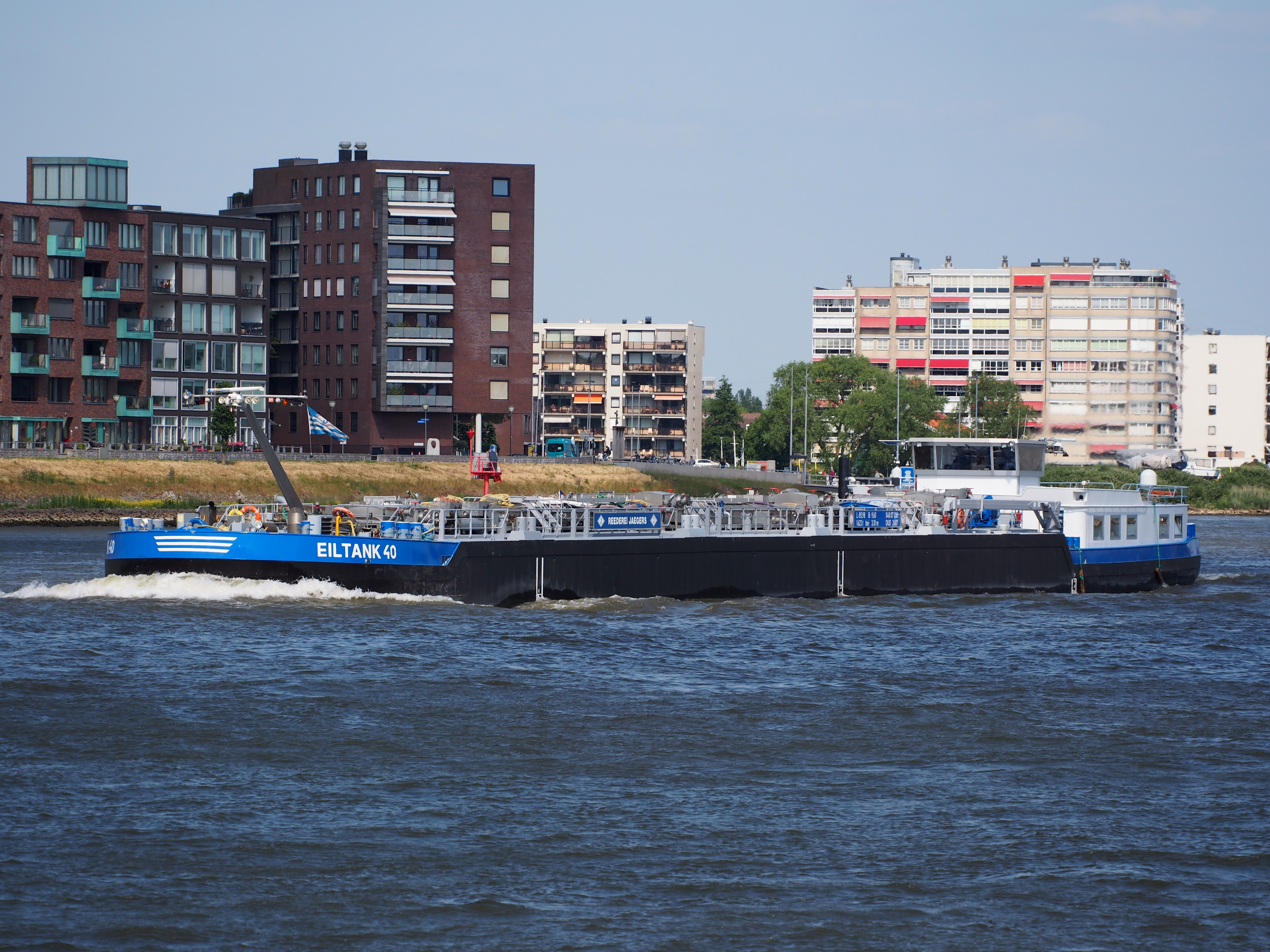
De EILTANK 40 gebouwd in Waterhuizen door GS Yard

Jan was zoon van Hendericus Theodorus Moolman, scheepstimmerman, en Tidje Jans Venema te Haren (Groningen). Hij bouwde in de eerste helft van de 19e eeuw onder andere kleine overdekte schuiten, schoeners en houten tjalken. Hij had ervaring opgedaan als inwonende scheepsbouwknecht bij Scheepswerf Pattje Waterhuizen. Van Hendericus Theodorus Moolman en Tidje Jans Venema zijn zes kinderen bekend: Hinderikus, Martje, Tietje, Geertruida, Annechien en Jan Moolman. Annechien trouwde op zaterdag 13 november 1869 te Sappemeer op 21-jarige leeftijd met de dan 25-jarige Jan van Diepen, zoon van Derk Metskes van Diepen en Annegien Jans van Loo. Jan was scheepsbouwersknecht bij Moolman, geboren op woensdag 3 april 1844 te Westerbroek en woonde te Haren.

## de werf van Jan van Diepen (1844-1905)
Jan van Diepen zet in 1859 de scheepswerf voort van zijn overleden schoonvader Jan Hinderikus Moolman. In 1884 werd de boedel verdeeld en kregen Jan en Annechien de werf in eigendom. Zij bouwden onder andere in 1876 de 34 ton grote overdekte praam Hoop op Zegen. Daarna werden voornamelijk tjalken in groottes van 57 tot ruim 80 ton voor de binnenvaart gebouwd. Jan is overleden op donderdag 21 december 1905, hij werd 61 jaar, 8 maanden en 18 dagen. Annechien werd 72 jaar, 2 maanden en 8 dagen.

## Gebroeders J. en H. van Diepen(1902-1995)

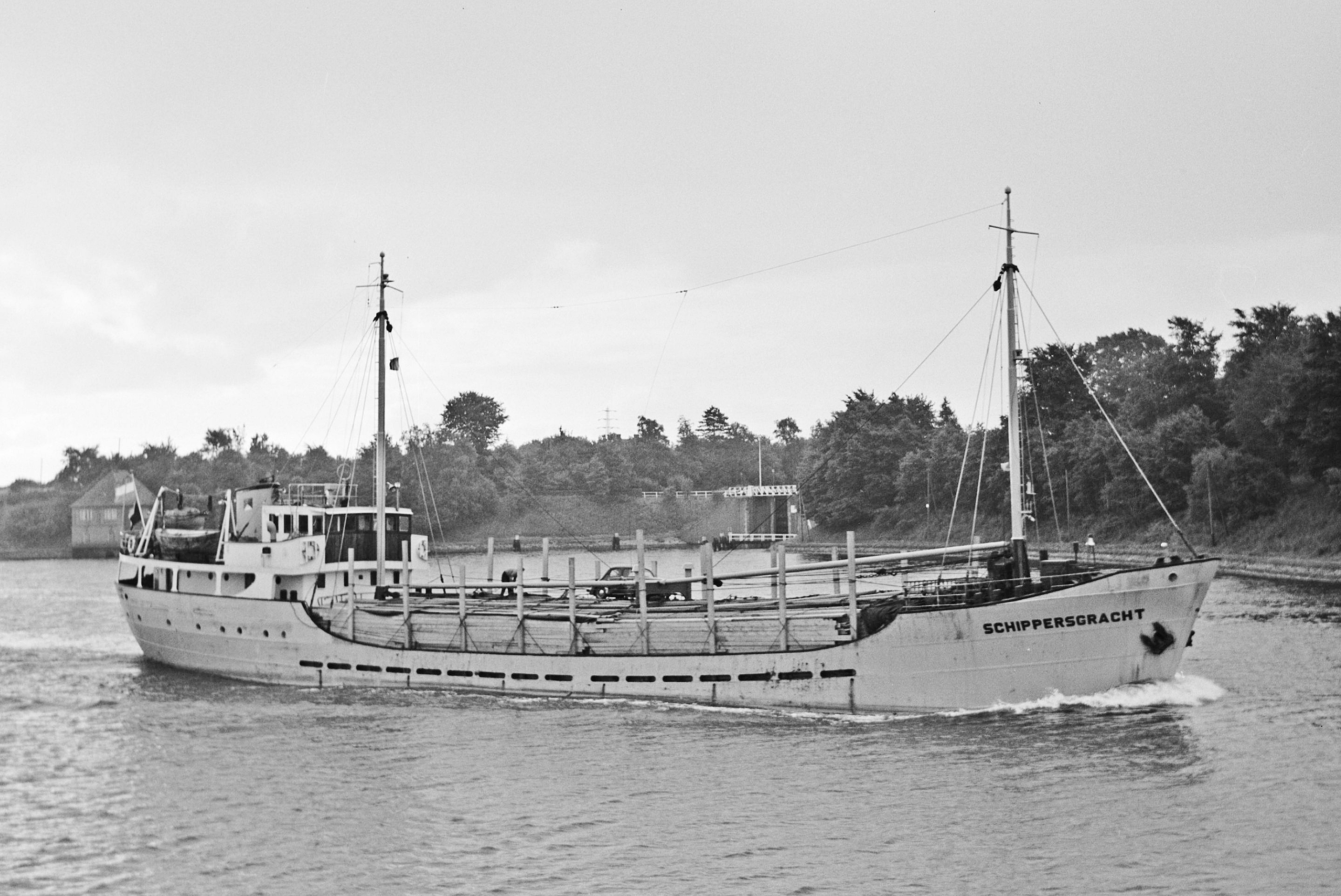
Bouwnummer 919, Schippersgracht, gebouwd in 1951

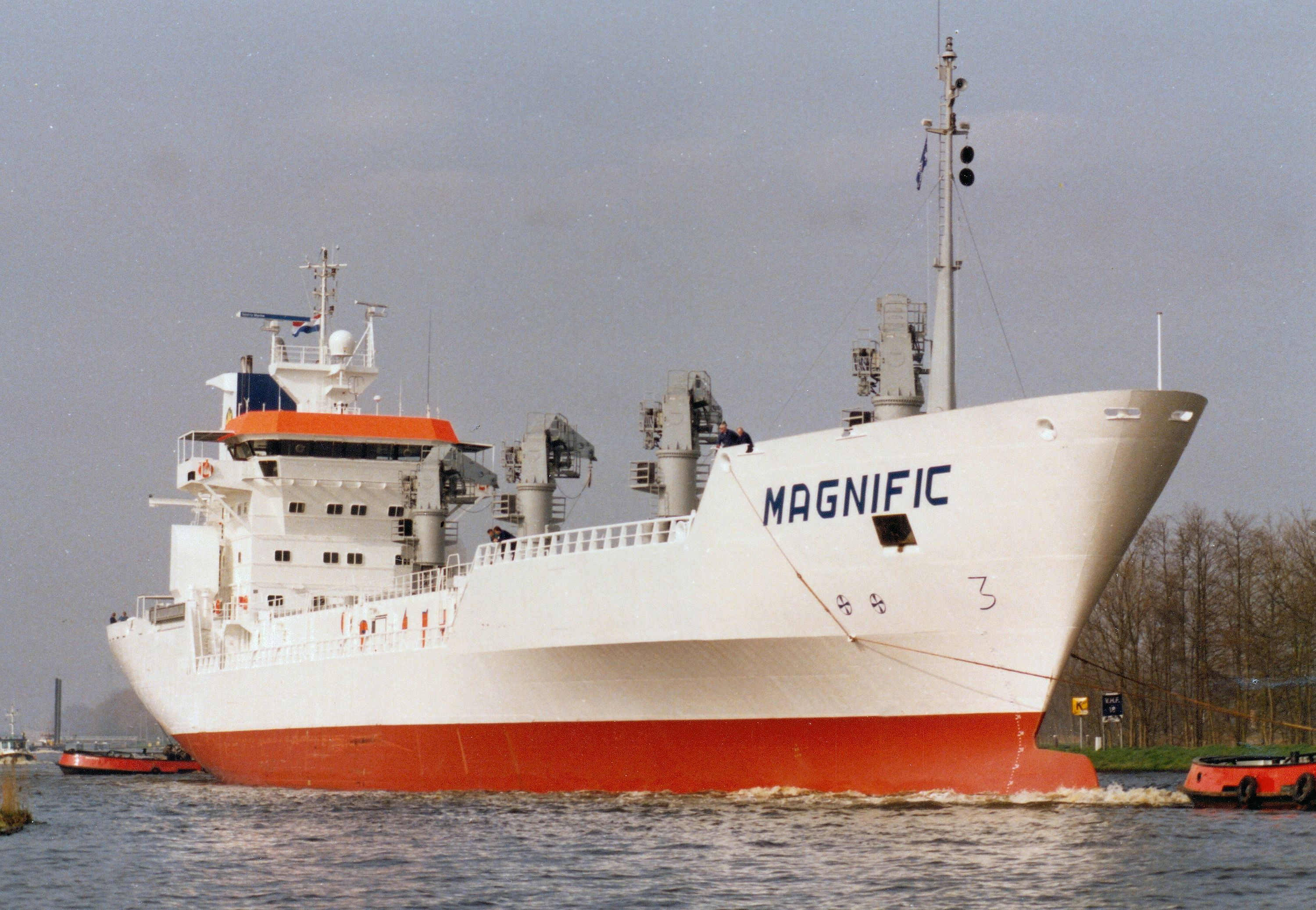
Bouwnummer 1034, Magnific, een koelschip gebouwd in 1992

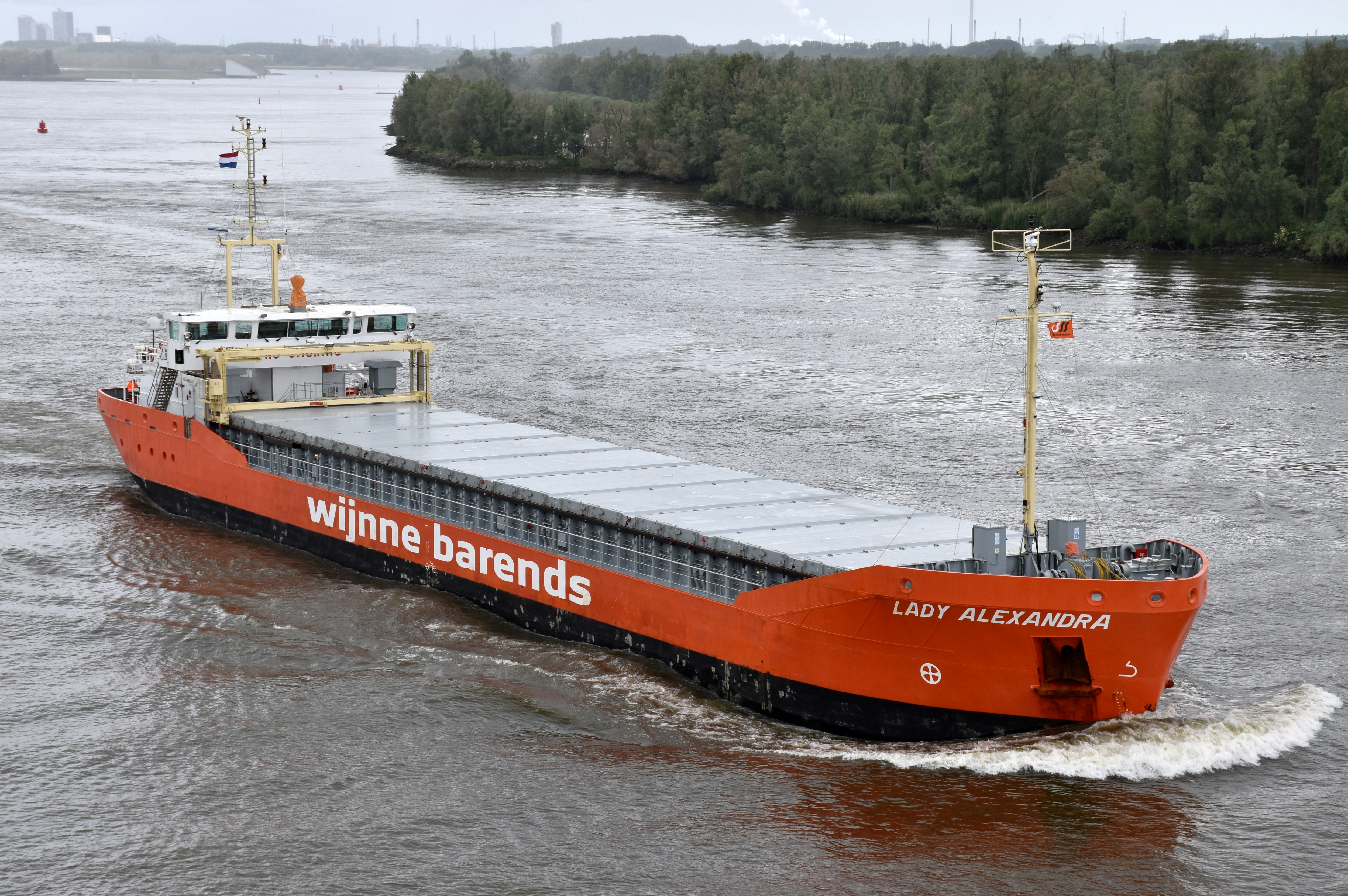
Bouwnummer 129 van GS Yard, Lady Alexandra opgeleverd in 2012

Twee zoons, Jan (1874-1938) en Henderikus (1879-1932) van Diepen namen de werf per 1 januari 1902 over. Hun drie zonen zetten de werf voort tot 1960. Tot 1978 werden de schepen bij de werf dwarsscheeps te water gelaten. In dat jaar bouwde Van Diepen een langshelling. Ten slotte leidde een zoon van een van hen, Jan Menze van Diepen het bedrijf. Hij werd in 1905 in Groningen geboren. Van Diepen woonde op een boerderij bij Fransum. Hij was een verwoed verzamelaar van kunstwerken van diverse kunstenaars. Hij overleed in 1994. In 1995 werd de naam van de werf gewijzigd in Scheepswerf van Diepen B.V.

## Scheepswerf van Diepen(1995-2001)
De werf ging 21 december 2001 onder de vierde generatie, ook een Jan van Diepen, failliet. Op dat moment werkten er 98 mensen. In oktober werden al 37 banen geschrapt. In de laatste periode werden voornamelijk nieuwbouw kustvaarders gebouwd.

## Maas Shipyard Waterhuizen(2002-2008)
Maas Onroerend Goed uit Kolham, met als directrice mw. Wolderdina Sarina (Diette) Doesburg-Maas, nam het bedrijf over. De activiteiten werden mede verricht vanaf de per 1 januari 2004 overgenomen Scheepswerf Damen te Foxhol. Nu ging de werf in 2005 failliet wegens financiële problemen na de overname van deze laatste werf, maar kon een doorstart maken. De werf werd overgenomen door gezamenlijk Maas Shipyard Hoogezand, D. Maas Beheer en mw. W.S. Doesburg-Maas. Afslanken door van de 90 personeelsleden er 30 in dienst te houden hielp niet en het bedrijf ging in 2008 nogmaals failliet. Voor het faillissement waren bij de werf circa 180 werknemers werkzaam.

## Groningen Shipyard(2008-2013)
Hogau Scheepsbouw B.V. van de uit Duitsland afkomstige scheepsmakelaar Christian Hochbein en de reder Daniel Gausch nam de werf in 2008 over en vestigde daar Waterhuizen B.V. en Groningen Shipyard B.V. met respectievelijk 40 en 0 werkzame personen. Vanaf de doorstart maakte de werf gebruik van de inzet van werknemers die dus niet bij de werf in dienst waren, in totaal circa 120 werknemers met de Roemeense nationaliteit in uitvoerende functies zoals lassers, pijpfitters, plaatwerkers en in mindere mate timmerlieden en schilders. Zo'n zestig Roemeense metaalbewerkers. De Inspectie SZW, de voormalige Arbeidsinspectie, constateerde al in 2009 onvoldoende arbeidsomstandigheden voor die groep en de vakbond FNV dat de collectieve arbeidsovereenkomst werd niet nageleefd.
21 maart 2013 werden de juridische BV’s van Groningen Shipyard omgedoopt tot WS en WSY in Groningen (met een verder lege bedrijfshal). De reden van deze opsplitsing waren een dreigende boete van de Inspectie SZW en een vordering van vakbond FNV. Op 7 mei 2013 legde de Inspectie SZW een boete op van € 1,336.000,00 aan Waterhuizen en Shipyard, en aan BMS Protowin Ltd, een vennootschap naar Cypriotisch recht en gevestigd te Limasol (Cyprus), wegens overtreding van de Wet arbeid vreemdelingen en de Wet minimumloon en minimum vakantietoeslag. De activiteiten van Groningen Shipyard werden ondergebracht in de in juni 2013 opgerichte Westerbroek Scheepsbouw, dat omgedoopt werd tot GS Yard.

## GS Yard(2013-2024)
Het vonnis van de kantonrechter van 4 maart 2015 wees ook de vordering van € 40.000,- van vakbond FNV toe. In 2017 werd uiteindelijk overeenstemming bereikt tussen FNV, GS Yard en Den Breejen Works die de Roemeense scheepswerfmedewerkers volgens de Nederlandse arbeidsvoorwaarden uitleende en volgens de cao uitbetaalde.
De werf had zich gespecialiseerd in het ontwerp en de (af)bouw van binnenvaartschepen van 86 en 110 meter, standaardschepen. Naast droge-ladingschepen, duwboten en transporteenheden zonder eigen aandrijving bouwde het bedrijf ook chemicaliëntankers. Dubbelwandige voor de binnenvaart, maar ook zeeschepen. Per jaar werden ongeveer 10 schepen gebouwd. GS Yard kan schepen met een maximale afmeting van 135 × 15,80 meter (L×B) te water laten. Tijdens de coronacrisis waren de Duitse eigenaren echter overgestapt op kustvaarders, welke markt snel inzakte.

## Faillissement
Op 5 april 2024 werd het bedrijf weer failliet verklaard. De oorzaak was gelegen in het feit dat er na de coronapandemie nog steeds schulden waren, die niet konden worden afgelost vanwege aanhoudende verliezen. Het opzetten van een aparte bv die de opdrachten zou aannemen en door GS Yard zou laten uitvoeren, bleek onvoldoende. Het noopte de eigenaren zelf het faillissement aan te vragen.

## Ship and Steelbuilding
In april 2024 namen Roelof Kregel, Fred Ufkes en Bouko Meijer van Ship and Steelbuilding het veel grotere bedrijf over. De werf gaat verder onder de naam Ship and Steelbuilding (SaS) Waterhuizen.